# Puk Elgård
Puk Elgård (født Marianne Puk Elgård Nielsen den 3. februar 1968 i Hørsholm) er en dansk journalist, radio- og TV-vært samt forfatter. Hun er bl.a. kendt fra tv-programmerne By på skrump, Her er dit liv, Aftenshowet og Puk og Herman på DR1. Hun arbejder i dag som vært på weekendudgaven af TV 2 programmet Go' morgen Danmark. 

## Karriere
Elgård debuterede på TV i 1995 i børneprogrammet Børne1eren på DR1. I 1999 blev hun ansat på TV2 som vært på quizshowet Hvem er hvem?. Puk Elgård arbejdede på TV2 indtil 2003, hvor hun vendte tilbage til DR1. Her arbejdede hun indtil 2006 som vært på programmerne Flytteklar, Vinterklar, Hokus Krokus, Hjem til hvem, Se det summer, Uventet besøg og Dagens Danmark. Fra 2014 har Elgård været vært på Go' Morgen Danmark (TV2). I 2006 modtog hun Volmer-Sørensens mindelegat, der bliver givet til personligheder indenfor den folkelige underholdning. Samme år blev hun vært på radioprogrammet Formiddag på 4'eren på P4. Elgård blev i august 2009 en af værterne i Aftenshowet på DR1. I 2011 modtog hun Billed-Bladets pris som årets bedste kvindelige tv-vært. Og ligeledes i 2011 modtog hun tv-branchens egen pris TV-prisen, som årets bedste kvindelige tv-vært. I 2017 modtog Elgård Billedbladets pris TV-guld for “Årets kvindelige underholdningsvært”.
I 2008 debuterede hun som forfatter med biografien Ellen i Pilehuset. 
Siden 2012 har Elgård været redaktør af brevkassen Kære Puk i Familiejournalen.
Elgård tiltrådte den 1. juni 2022 som forkvinde for Børnerådet og trådte tilbage i november samme år.
Hun medvirkede i 2024 i ottende sæson af TV 2s underholdningsprogram Stormester.

## Privatliv
Hun er opvokset i Elbæk ved Horsens. Hendes forældre havde en datter ved navn Pia, der døde i en alder af syv år af nyresvigt. Forældrene Flemming og Ruth udviklede efterfølgende et misbrug af alkohol og piller og havde begge angst. Elgård udviklede ligeledes angst, men har gået i behandling for lidelsen.
Hendes bror er Tv-værten Claus Elgaard. Puk Elgård danner par og har barn med den tidligere jægersoldat, Lothar Friis.
I 2010 kom det frem i tv-programmet Ved du hvem du er? på DR1, at Puk Elgård er slægtning til den kendte søfarer Vitus Bering.

## Filmografi
- Aftenshowet (2009-2013)
- Ved du hvem du er? (2010)
- By på skrump
- Flytteklar
- Vinterklar
- Hokus Krokus
- Hjem til hvem
- Se det summer
- Uventet besøg
- Dagens Danmark
- GO' Morgen Danmark (2014 - )
- Den store Mission (2000)